# Dossmannsofen

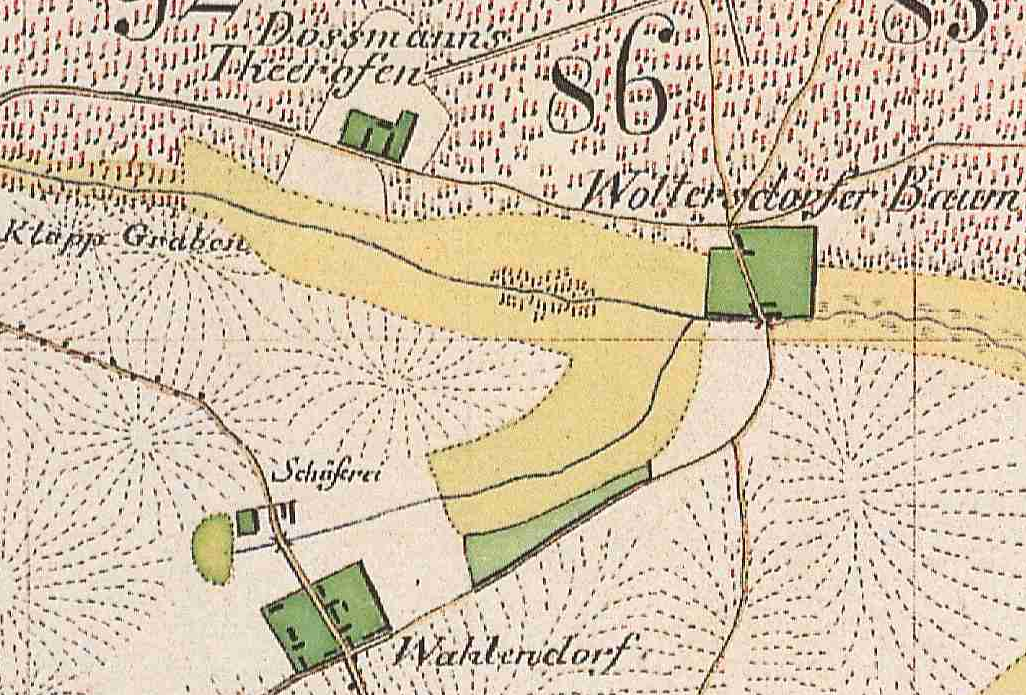
Dossmannsofen auf dem Urmesstischblatt 3042 Neuruppin von 1825

Dossmannsofen war ein Teerofen, später ein Büdnergehöft in der heutigen Gemeinde Storbeck-Frankendorf (Landkreis Ostprignitz-Ruppin, Brandenburg). Schon vor 1717 wurde hier auf dem Gebiet des Amtes Alt Ruppin ein Teerofen angelegt. Der Teerofen stellte schon einige Jahre vor 1799 den Betrieb ein. Danach wurde die Siedlung als (Büdner-)Etablissement bezeichnet; es wurde 1848 letztmals genannt.

## Lage
Dossmannsofen lag knapp 300 m nördlich vom Klappgraben entfernt, etwa 1,1 km westnordwestlich von Woltersdorfbaum, und 2,3 km südöstlich von St. Jürgen, beide Orte sind Wohnplätze, die zum Ortsteil Darritz-Wahlendorf der Gemeinde Märkisch Linden gehören. Dossmannsofen lag auf 50 m ü. NHN und war über Wege von Darritz und Woltersdorfbaum aus zu erreichen.

## Geschichte
Das Areal von Dossmannsofen gehörte ursprünglich zur Feldmark des wüsten Dorfes Gühlitz und damit zum Amtsgebiet des Amtes Alt Ruppin. Der Teerofen wurde ursprünglich nach dem wüsten Dorf benannt. 1717 wird der Teerbrenner Thomas Doßmann auf Jülitz im Alt Ruppiner Beritt erstmals in einem Schriftstück erwähnt. 1759 gehörten zum Gülitzschen Teerofen 62 Morgen 120 Quadratruten Heuerland, davon 4 Morgen 128 QR Gerstenland, 12 Morgen Haferland, 31 Morgen 90 QR 3-jähriges Land, 13 Morgen 46 QR Zinswiesen und 1 Morgen 36 QR Gartenland. 1764 stand neben dem Teerofen ein Wohnhaus, eine Stallung und eine Scheune. 1767 lebten dort neun Bewohner. Anton Friedrich Büsching führt ihn 1775 ebenfalls noch unter Gühlitz auf, Im Schmettauschen Kartenwerk von 1767/87 ist er nur als Teerofen bezeichnet, allerdings steht direkt darüber W.F.M. Gielitz. 1787 hatte Dossmannsofen 14 Einwohner. Schon Friedrich Wilhelm Bratring schreibt 1799, dass der Teerofen seit verschiedenen Jahren nicht mehr in Betrieb war, der Besitzer somit nur noch ein Büdner war. Allerdings hatte das zugehörige Land und der Viehbestand die Größe eines Vorwerkes bzw. eines Bauernhofes. Das zugehörige Land wurde mit 10 Scheffel Roggen, 4 Scheffel Gerste, 8 Scheffel Hafer, 5 Scheffel Erbsen, 6 Scheffel Kartoffeln, 1 Scheffel Buchweizen und 12 Metzen Leinsamen besät. Doßmann hatte drei Pferde, 12 Stück Rindvieh, 40 Schafe und 15 Schweine. 1799 lebten dort der Nachkomme des Thomas Dossmann mit seiner Frau und fünf Kindern sowie zwei Dienstboten. 1817 wird die Kleinsiedlung als Etablissement bezeichnet, Dossmannsofen hatte acht Einwohner. 1831 hatte der Büdner Doßmann 62 Morgen 161 QR Heuerland des Amtes Alt Ruppin. 1840 wohnten dort noch fünf Personen. 1848 wurde das Etablissement zum letzten Mal erwähnt. Das Areal ist heute völlig bewaldet.